# 帕劳经济

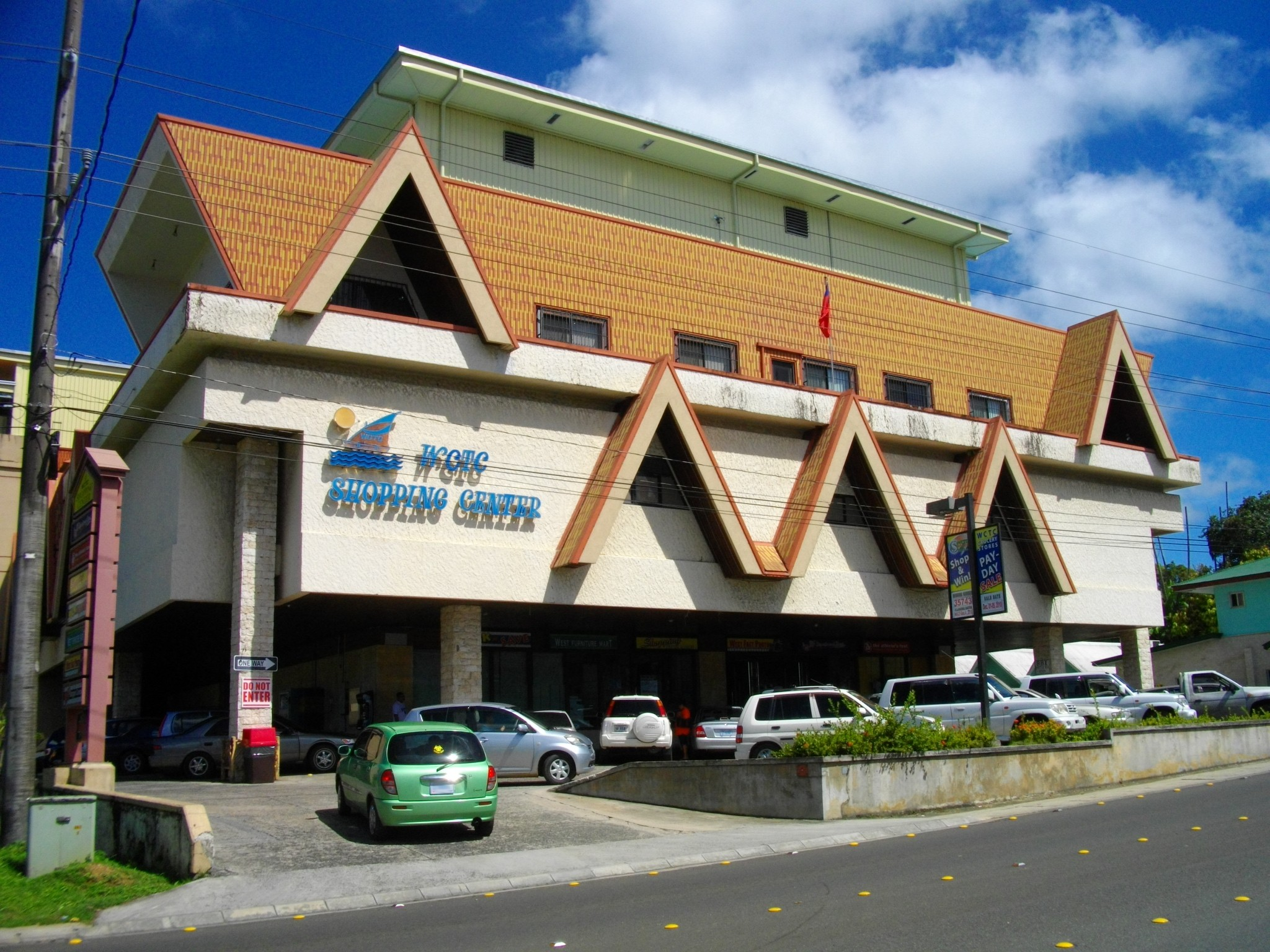
帕劳商場

帕劳经济主要由觀光業、自给农业、渔业构成。政府是主要的用工单位，非常依赖美国的财政援助。帕劳人的收入比菲律宾和绝大多数密克罗尼西亚人高两倍。太平洋空中旅行和东亚国家的繁荣，使得旅游业的前景被人看好。
帕劳的人均GDP达$14804（2023年IMF統計），是太平洋岛国中最富有的国家之一。1983年到1990年，名义GDP的年均增幅接近14%。然而由于1997年亚洲金融危机的影响，在1998至1999年增长率放缓。

## 产业
旅游业是帕劳的主要产业。该国海洋环境丰富，流行水肺潜水和浮潜，尤其是在科罗尔以西的漂浮花园岛。1997年游客总量达67000人，85%来自日本、台湾和美国，比10年前翻了四倍。1996年旅游业带来了6700万美元的外汇，站整个GDP的一半。1998至1999年，亚洲游客的数量受金融危机和亚洲货币贬值的影响减少。
服务业主导了帕劳经济，GDP产出占80%，雇员占全体劳工的近30%。政府的其中一项主要职责是管理外来援助。根据美国自由联合条约的规定，帕劳在超过15年内会收到超过4.5億美元的援助，并有资格参与超过40个联邦项目。1994年美国支付了1.42億美元的第一笔援助。以后的年度援助要低些，1999年到2009年共支付2,400万美元。
建筑业是最重要的工业活动，占GDP的9%。一些大的基建项目，包括重修1996年垮塌的连接科罗尔和巴伯尔图阿普岛的桥梁，以及1990年代末修建环绕巴伯尔图阿普的高速路。
农业主要停留在自给阶段，椰子、块根作物、香蕉是主要的作物。渔业是税收的潜在来源，但该岛的金枪鱼资源在1990年代减少了超过三分之一。